# Люба, Владимир Фёдорович
Владимир Фёдорович Люба (1861— 14 июля 1928, Харбин) — российский дипломат, востоковед.

## Биография
В 1886 году после окончания факультета восточных языков Санкт-Петербургского университета стал переводчиком с китайского и маньчжурского языков при генерал-губернаторе Степного края.
С 1888 года на службе в Министерстве иностранных дел: драгоман (1890—1894), секретарь (1895—1899). В 1899 году первый представитель МИД в Маньчжурии.
- 1904—1906 — консул миссии в Урге,
- 1907—1909 — генеральный консул в Харбине,
- 1909 — генеральный консул в Улясутае.

В течение двух лет, начиная с 1909 года, велось судебное расследование из-за того, что штаб-ротмистр Заамурской пограничной стражи Чернивецкий, выполняя поручение генконсула, допустил растрату средств. В 1911 году дело Любы рассмотрела прокуратура Иркутской судебной палаты и высказалась за его прекращение.
- 1911—1913 — генеральный консул миссии в Урге,
- 1913—1916 — генеральный консул в Кобдо.
- 1917—1920 — управляющий российским консульством в Кульдже[3]. Активно противостоял установлению связей советских представителей и китайских властей[4].

В эмиграции в Китае. С 1920 года служил на КВЖД, зачислен в контроль. Автор ряда проектов по развитию преподавания китайского языка для русских в Маньчжурии и работ по истории и экономике Китая и Монголии. Похоронен в ограде Свято-Николаевского собора в Харбине.

## Труды
- Люба В. Ф., Кузминский М. Н. Кобдинский и Алтайский округа Западной Монголии (Извлечение из отчетов командированного для открытия Консульства в Кобдо и Шара-сумэ). 1912[6]

### Рекомендуемые источники
- Ургинский дневник Ф. И. Щербатского (1905). Предисловие и комментарии А. И. Андреева // Письменные памятники Востока, том 14, №1(28), 2017. С. 48—67.